# Gtkmm
gtkmmはGUIツールキットであるGTKのC++バインディング。C++言語のオブジェクト指向機能を用いてGTKライブラリを利用することができる。gtkmmはGTKのラッパーであり、したがってUnix系オペレーティングシステム (OS) のほかにもWindows、macOS上で動作する。オープンソースの組込みOSであるMaemoでも機能制限版のgtkmmを利用することができる。
gtkmmはもともとはgtk--という名前であったが、--（マイナスマイナス）は検索エンジンに引っかかりにくいためこの名前になった。
姉妹プロジェクトとしてC++バインディングで、GUIビルダのGladeに対応したlibglademm、GNOME UIに対応したlibgnomemmなどがあり、gtkmmと共通したインタフェースで利用できる。

## Qtとの比較
gtkmmは、性質がよく似ているQtと比較されることがある。QtはC++で書かれた、XMLライブラリや国際化機構などを含む統合ライブラリであるのに比べ、gtkmmはGTK+のバインディングであるという違いがある。gtkmmの文書では、QtはC++を拡張して独自のシグナル機構を実装しているので、標準のC++を使うことができないとしている。

## 利用している主なソフトウェア
- Beep Media Player
- Inkscape
- MySQL
- VMware